# راهجرد (همدان)
راهجرد (همدان)، روستایی از توابع بخش شرا شهرستان همدان در استان همدان ایران است.این روستا در بین میلاجرد و دولت اباد و اب انبار واقع شده است. دارای کوهی بنام علمدار است که در بالای ان امامزاده ای بنام امامزاده زکی قرار دارد که اخیرا با کمک اهالی روستا و طایفه شیخی نوسازی شده.چندین طایفه در این روستا ساکن هستن که عبارتند از رحیمی ، سلیمی ، ،شامخی،مردانی ، عباسی ، شیخی ، قهرمانی
اکثر اهالی روستا به علت خشک شدن قره جای و کم ابی به شهرستان های دیگر از جمله تهران و قم مهاحرت کرده اند و این باعث شده جمعیت روستا کاسته شود

## جمعیت
این روستا در دهستان شوردشت قرار دارد و براساس سرشماری مرکز آمار ایران در سال ۱۳۹۵، جمعیت آن ۱۹۲ نفر (۴۶خانوار) بوده‌است. روستای راهجرد دو شهید گرانقدر به نامهای شهید حجت الله محمدی و شهید دانش اموز غلامحسن رحمتی تقدیم اسلام و ایران کرده است 